# Basse-Boumbé
Basse-Boumbé est une  commune rurale de la préfecture de Mambéré-Kadéï, en République centrafricaine. Elle tient son nom de la rivière Boumbé, affluent de la Kadéï. La principale localité de la commune est Gamboula, chef-lieu de sous-préfecture.

## Géographie
La commune de Basse-Boumbé est située à l’ouest de la préfecture de Mambéré-Kadéï. Elle est 
frontalière du Cameroun.
|          | Haute-Boumbé |             |
| Cameroun | Basse-Boumbé | Ouakanga    |
|          | Haute-Kadéï  | Basse-Kadéï |

## Villages
Les principaux villages de la commune sont : Noufou 1, Gbandio-Zouta, Dilapoko, Ngbadila, Yangba, Korando et Nangoko.
En zone rurale, la commune compte 59 villages recensés en 2003 : Assamba, Badan 1, Badane 2, Bebesso, Beina 1, Beina 2, Belissambe, Bobondoko, Bolambali, Bolondo, Botongo, Bougogo, Bouinawe, Dazou, Dilapoko, Dimbele Solia, Dongo, Doubanga, Gangli, Gbandio Nagao (1Et2), Gbandio Zouta, Gbapo, Godawa 1, Godawa 2, Issi 1, Issi 2, Issi 3, Kelou, Kiamon 2, Kiba, Kobi 1, Kobi 2, Korondo, Koumbo-Gbala, Kpengue, Libala, Mbelekobo, Mbo Kosso, Mbonga, Messe Lipondi, Moussangoe, Nabeli Pondo, Nabimon, Nangoko, Nassokoyo, Ndang-Kobela, Ndjol, Ndokpata, Ndoumba, Ngam-Ngam, Ngbadila, Noufou, Noufou 2, Soroma, Touima, Wayombo 2, Yelewayombo 1, Yipe, Yongba.

## Éducation
La commune compte 9 écoles publiques : Sous-préfectorale de Gamboula, Na-Binmon, Kiba, Beina, Ngam-Ngam, Belissambe (Ore), Dongo, Godawa et Nangoko.